# 浦山絢妃
浦山 絢妃（うらやま あやみ、2001年7月1日 - ）は、日本の女子バレーボール選手である。

## 来歴
山口県防府市出身。
誠英高等学校を経て、帝塚山学院大学リベラルアーツ学部リベラルアーツ学科3回生時の2022年11月、地域リーグ所属で翌シーズンからのV.LEAGUE参入が内定したアルテミス北海道の特別登録選手となった。
2023年12月、2023-24シーズンでV.LEAGUE DIVISION3所属となったアルテミスの内定選手となり、2024年1月にVリーグデビューを果たした。帝塚山学院大学からのVリーグ選手は初。
2024年3月、チームの体制変更に伴いアルテミスを退団。同年7月にKUROBEアクアフェアリーズ富山入団が発表された。
2024年10月13日、チーム開幕戦となったSAGA久光スプリングス戦でSVリーグ初出場を果たした。

## 人物
- 大学時代から目標の選手として元東レの水杉玲菜を挙げている[7][8]。

## 所属チーム
- 誠英高等学校（2017-2020年）
- 帝塚山学院大学（2020-2024年）
  - アルテミス北海道（2022-2024年）
- KUROBEアクアフェアリーズ富山（2024年-）